# Leo Vielgut
Leo Vielgut (* 23. Februar 2001) ist ein österreichischer Fußballspieler.

## Karriere
Vielgut begann seine Karriere beim Villacher SV. Zur Saison 2015/16 wechselte er in die Akademie des Wolfsberger AC, bei dem er bis 2019 sämtliche Altersstufen durchlief. Im Mai 2019 debütierte er gegen den Grazer AK für die Amateure des WAC in der Regionalliga. In der Saison 2018/19 kam er zu zwei Einsätzen in der dritthöchsten Spielklasse. In der Saison 2019/20 absolvierte er bis zum Saisonabbruch 17 Regionalligapartien, in denen er drei Tore erzielte.
Im Oktober 2020 stand er im ÖFB-Cup gegen die SV Ried erstmals im Profikader der Kärntner. Sein Debüt für die Profis in der Bundesliga gab er im Mai 2021, als er am 29. Spieltag der Saison 2020/21 gegen den SK Rapid Wien in der 69. Minute für Kai Stratznig eingewechselt wurde. Bis Saisonende kam er noch zu einem weiteren Einsatz im Europa-League-Playoff. Zur Saison 2021/22 rückte er fest in den Profikader, kam allerdings nie mehr zum Einsatz für die Kärntner. Für die Amateure der Wolfsberger absolvierte er in jener Spielzeit 18 Partien.
In der Saison 2022/23 gehörte er dann wieder fest dem Kader der Amateure an. Nach 15 Einsätzen bis zur Winterpause wechselte Vielgut im Jänner 2023 innerhalb der Regionalliga zu den Amateuren des LASK. In eineinhalb Jahren absolvierte er 39 Regionalligapartien, in denen er 13 Mal traf. Zur Saison 2024/25 wechselte er in die Regionalliga Ost zum Kremser SC. Für diesen lief er 29 Mal auf und erzielte dabei 15 Tore.
Zur Saison 2025/26 wechselte Vielgut zu Zweitligist SK Austria Klagenfurt.